# Zadní Zhořec
Zadní Zhořec – miejscowość i gmina (obec) w Czechach, w kraju Wysoczyna, w powiecie Zdziar nad Sazawą. W 2022 roku liczyła 134 mieszkańców.